# Bauska
Bauskaⓘ (deutsch Bauske, litauisch Bauskė, polnisch Bowsk) ist eine Stadt in der lettischen Region Semgallen und Hauptstadt des Verwaltungsbezirks Bauska.

## Geschichte

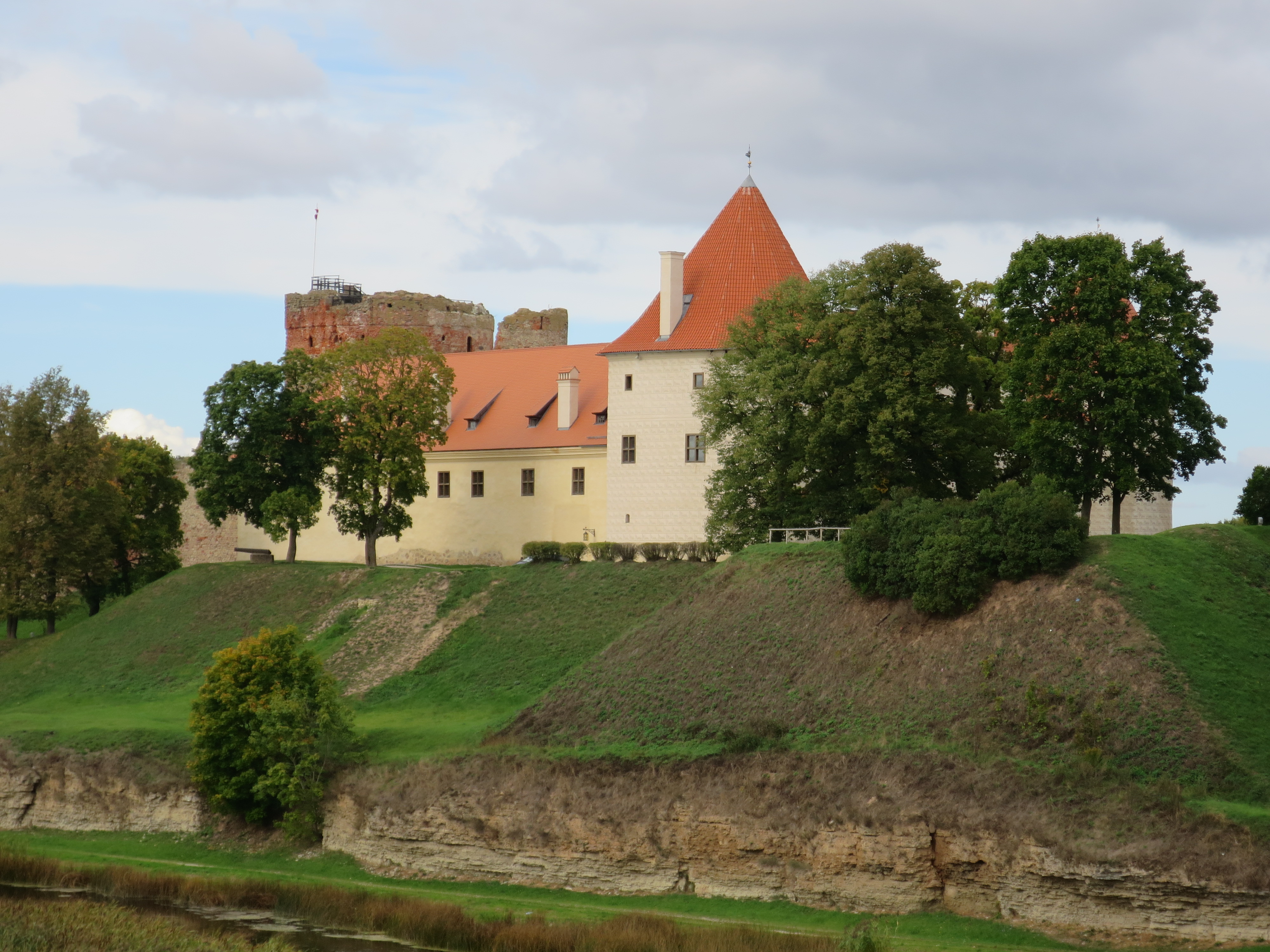
Burganlage

Die Stadt liegt am Zusammenfluss der Flüsse Mūša und Mēmele zur Lielupe (Kurländische Aa) auf niedrigen Hügeln.
Die Festung Bauska wurde 1443 vom Deutschen Orden zum Schutz vor den litauischen Fürsten angelegt. 1609 erhielt die umliegende Ansiedlung Stadtrechte. Im Großen Nordischen Krieg sprengten russische Truppen 1706 die Burg. Während der Großen Pest starb ein Drittel der Einwohner.
1797 zählte Bauska 937 Einwohner, darunter 504 deutsche. Bei der Volkszählung von 1897 bestand die Einwohnerschaft aus 2745 Juden, 2984 Letten, 536 Deutschen sowie kleineren Gruppen von Polen, Russen und Litauern. Neben einem privaten Mädcheninternat und einem jüdischen Theologenseminar gab es noch eine lettische Kommerzschule. Während der Russischen Revolution 1905 kam es auch in Bauska zu Demonstrationen, ein Aktionskomitee wurde gegründet.
Im Ersten Weltkrieg wurde 1915 fast die Hälfte der Bevölkerung wegen der anrückenden Deutschen Armee zwangsevakuiert. 1919 war Bauska Stützpunkt des Freikorps Brandis, welches die Burgruinen zur Abwehr der Roten Lettischen Schützenregimenter nutzte. Ein Unikum in dieser Zeit war die Freiwillige Lettenkompanie des Kreises Bauska, die sich dem Freikorps bis zum Spätsommer unterstellte.
1939, zu Beginn des Zweiten Weltkriegs, wurde die überwiegende Mehrheit der ansässigen Deutschbalten in das soeben deutsch besetzte Wartheland umgesiedelt. Nach dem Einmarsch der Wehrmacht am 28. Juni 1941 wurden bereits bis August mehr als 2000 Juden der Umgebung ermordet. Am 11. und 12. September 1944 wurde die Stadt von sowjetischen Bombern angegriffen, mehr als ein Drittel ihrer Häuser wurde zerstört. Am 14. September 1944 zog die Rote Armee in Bauska ein.
In der restaurierten Burganlage wurde 1990 ein Museum eingerichtet.

## Verkehr
Durch Bauska verläuft die Via Baltica (Europastraße 67). Die lettische Hauptstadt Riga ist 67 km entfernt. 14 km südlich von Bauska liegt der Grenzübergang Grenctāle (dt. Grenztal) nach Litauen.
Die Fußgängerhängebrücke über die Mūša wurde 2015 durch einen Neubau ersetzt.

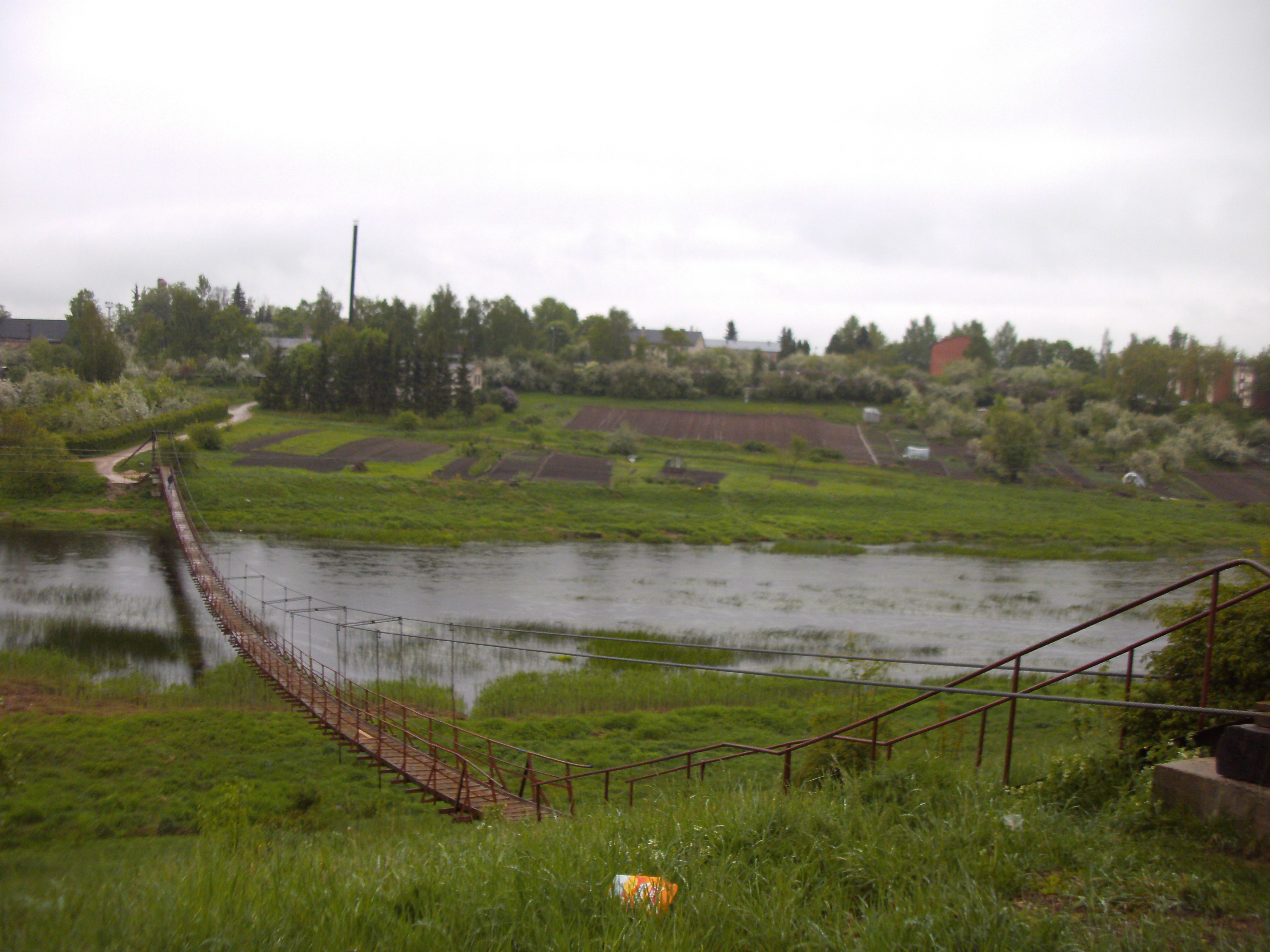
Brücke über die Mūsa in Bauska (bis 2015)
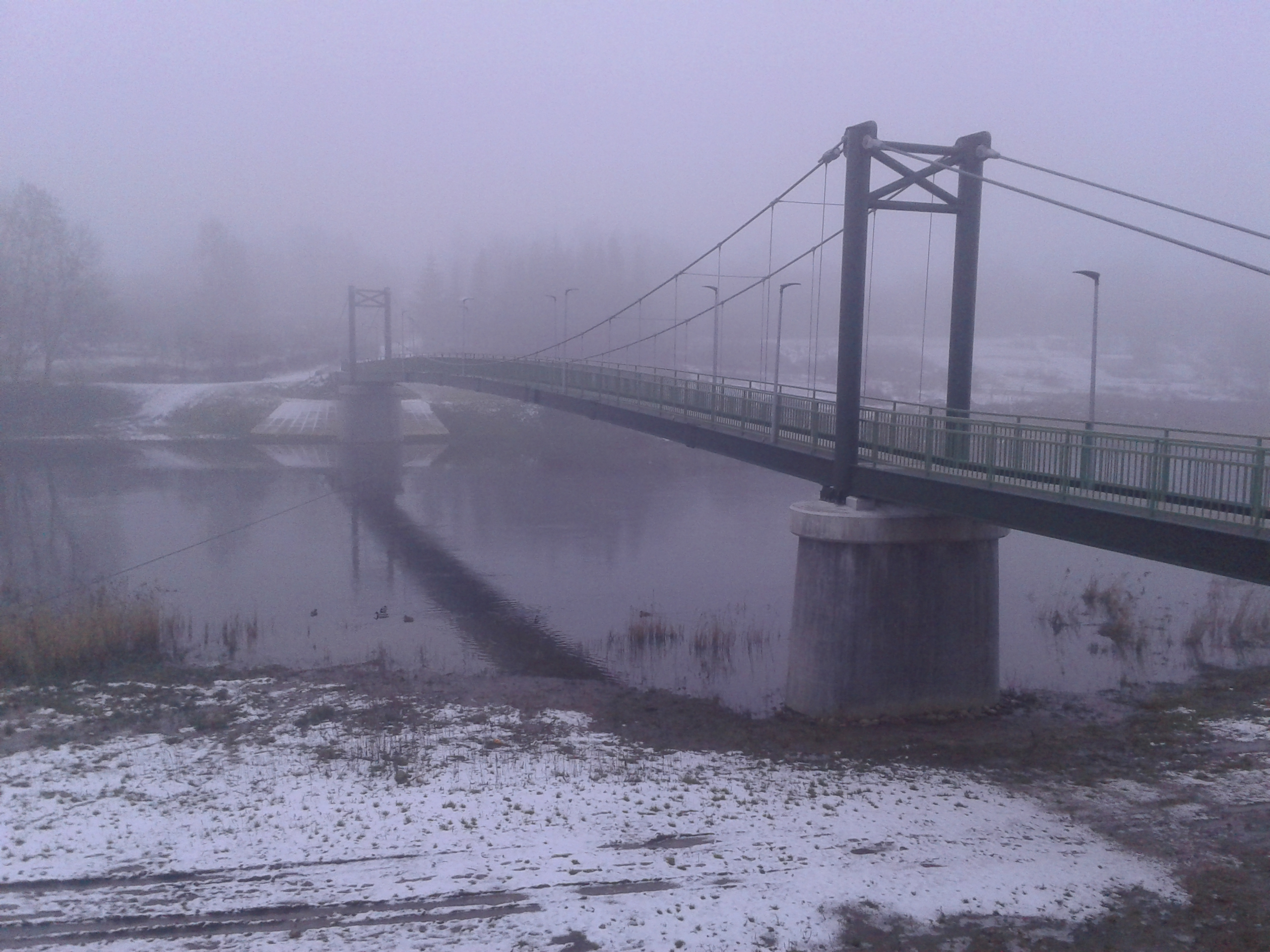
Brücke über die Mūsa in Bauska (seit 2015)

## Wirtschaft
Die 1873 von Theodor Lohding gegründete Brauerei Lohding in Bauska war bis 1958 in Betrieb. 1981 wurde eine neue Brauerei in Betrieb genommen, die unter dem Firmennamen Bauskas alus Bier und Erfrischungsgetränke produziert.
In der Sowjetzeit wurde Industrie angesiedelt (unter anderem eine Wollfabrik) und hierzu Arbeiter aus anderen Teilen der Sowjetunion angeworben.

## Sehenswürdigkeiten

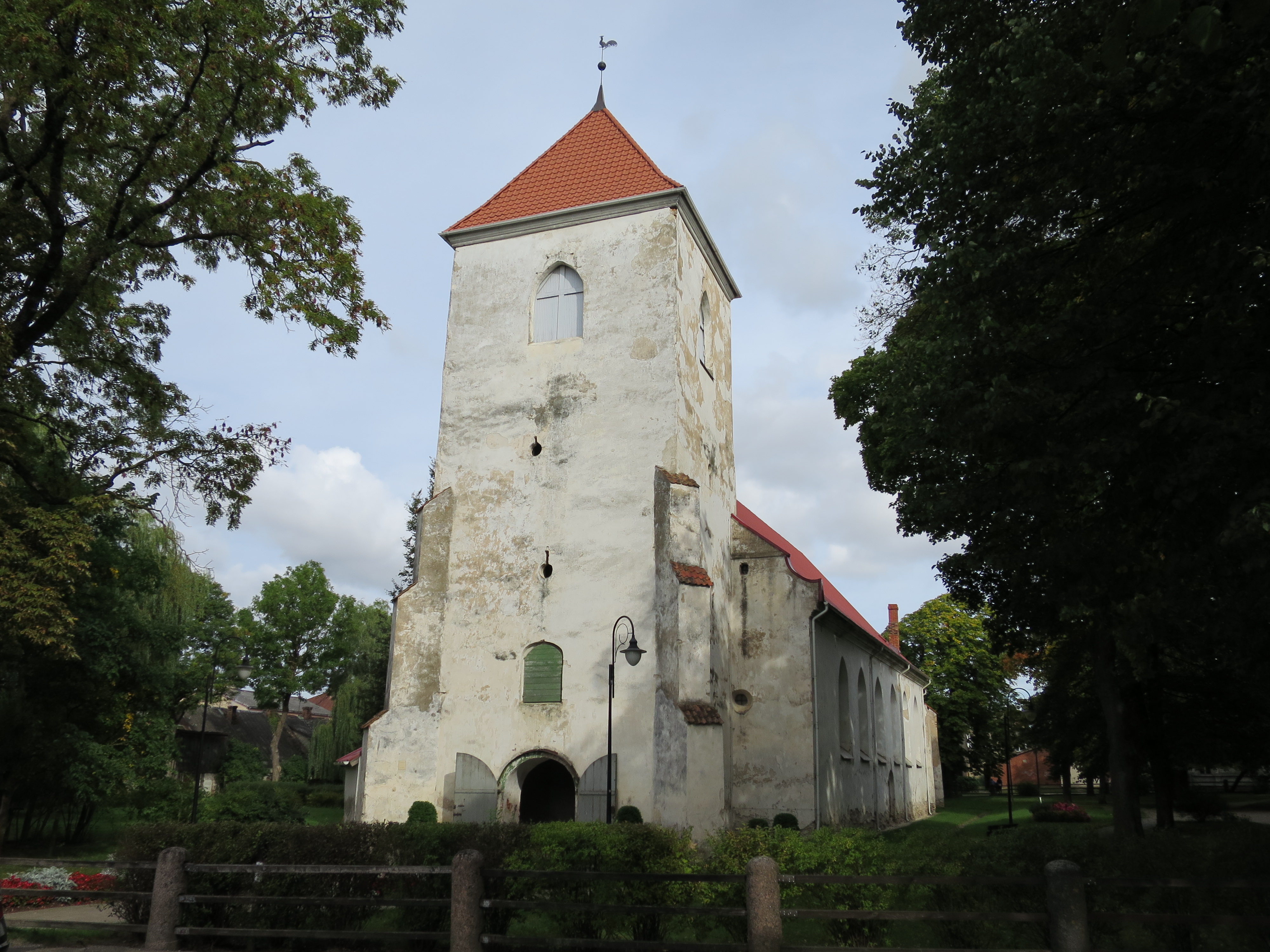
Evangelisch-lutherische Kirche des Heiligen Geistes, 1591–1594 errichtet
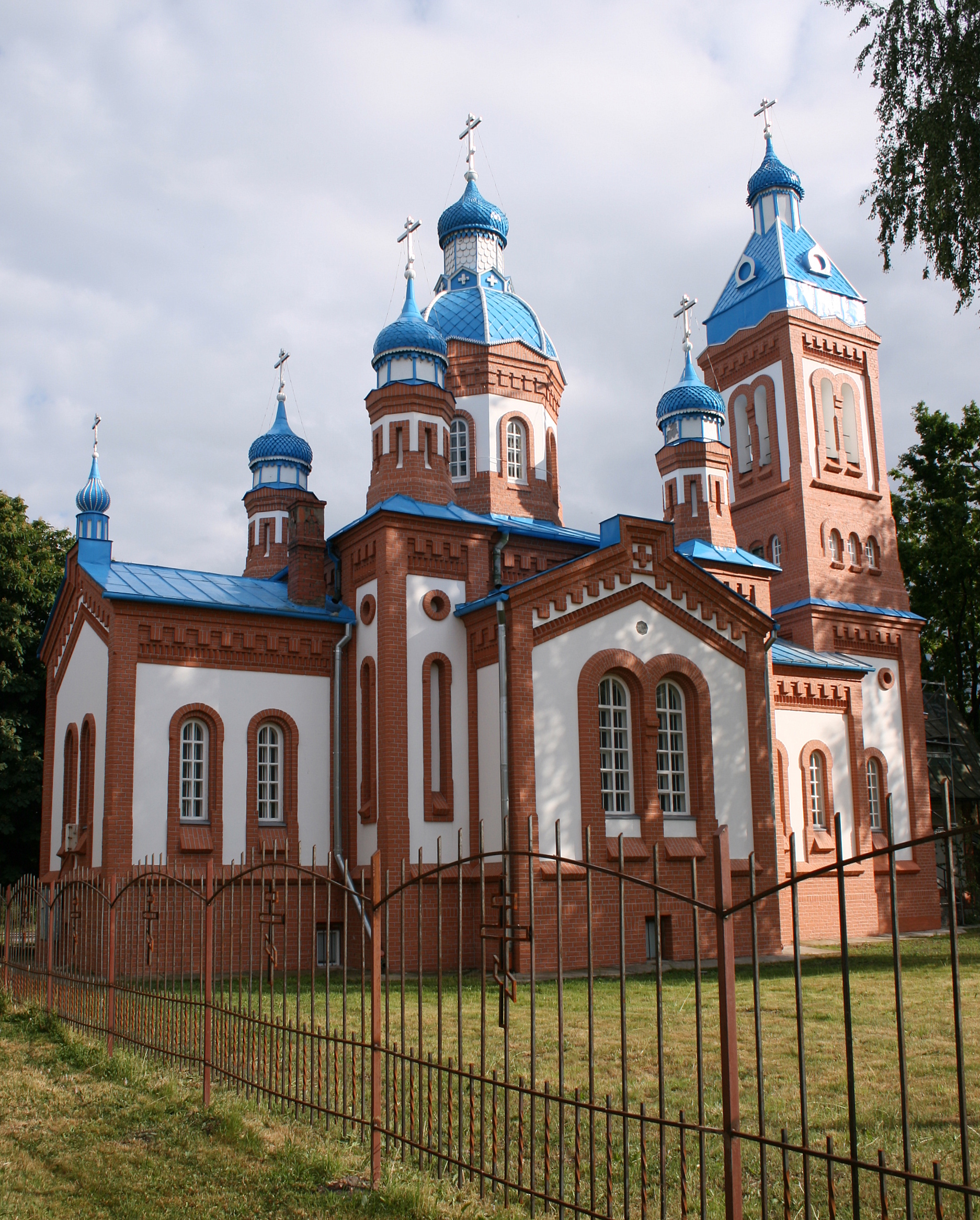
Orthodoxe St.-Georgs-Kirche, erbaut 1881, Architekt: Jānis Frīdrihs Baumanis
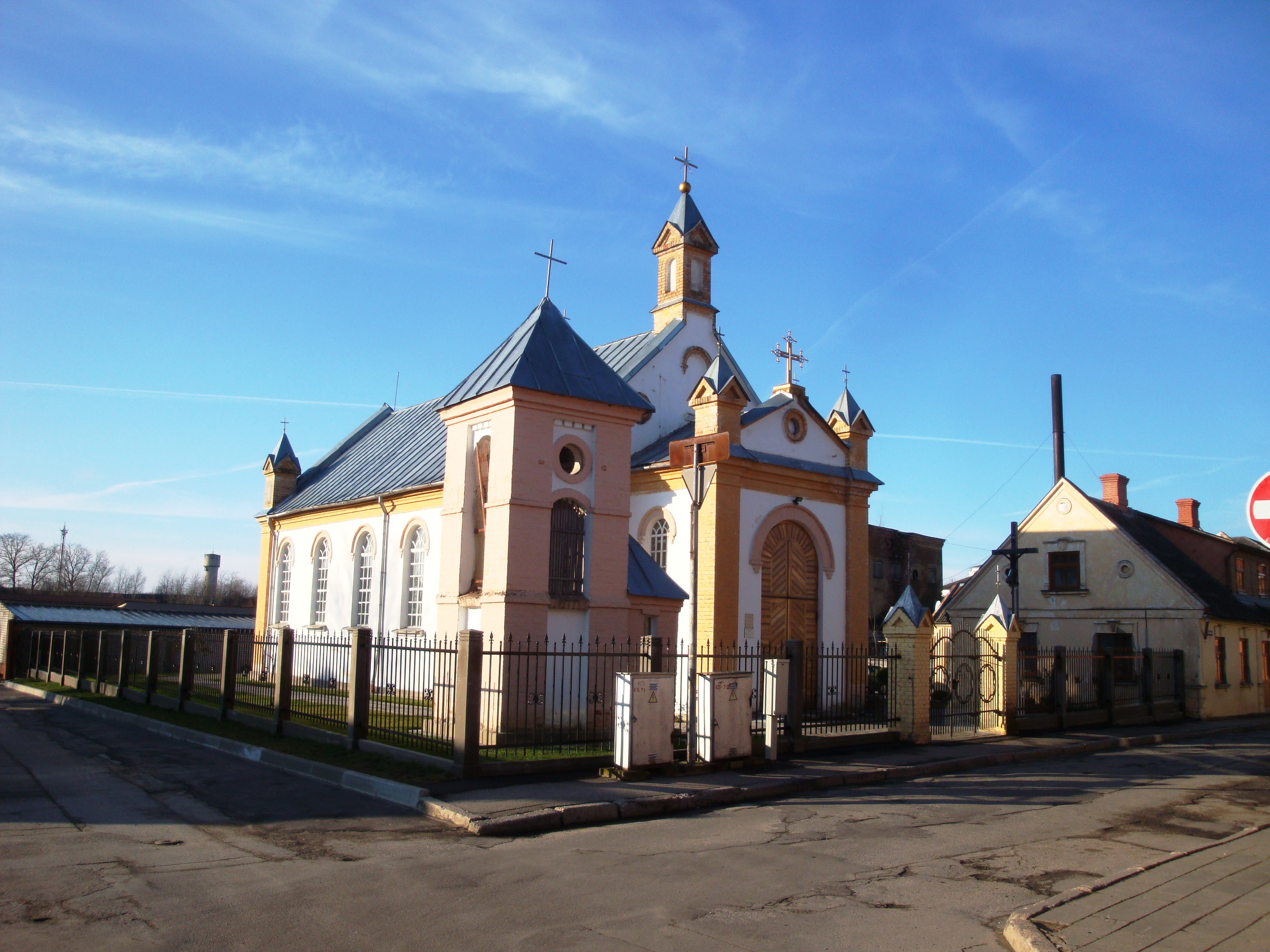
Katholische Allerheiligenkirche, erbaut 1865
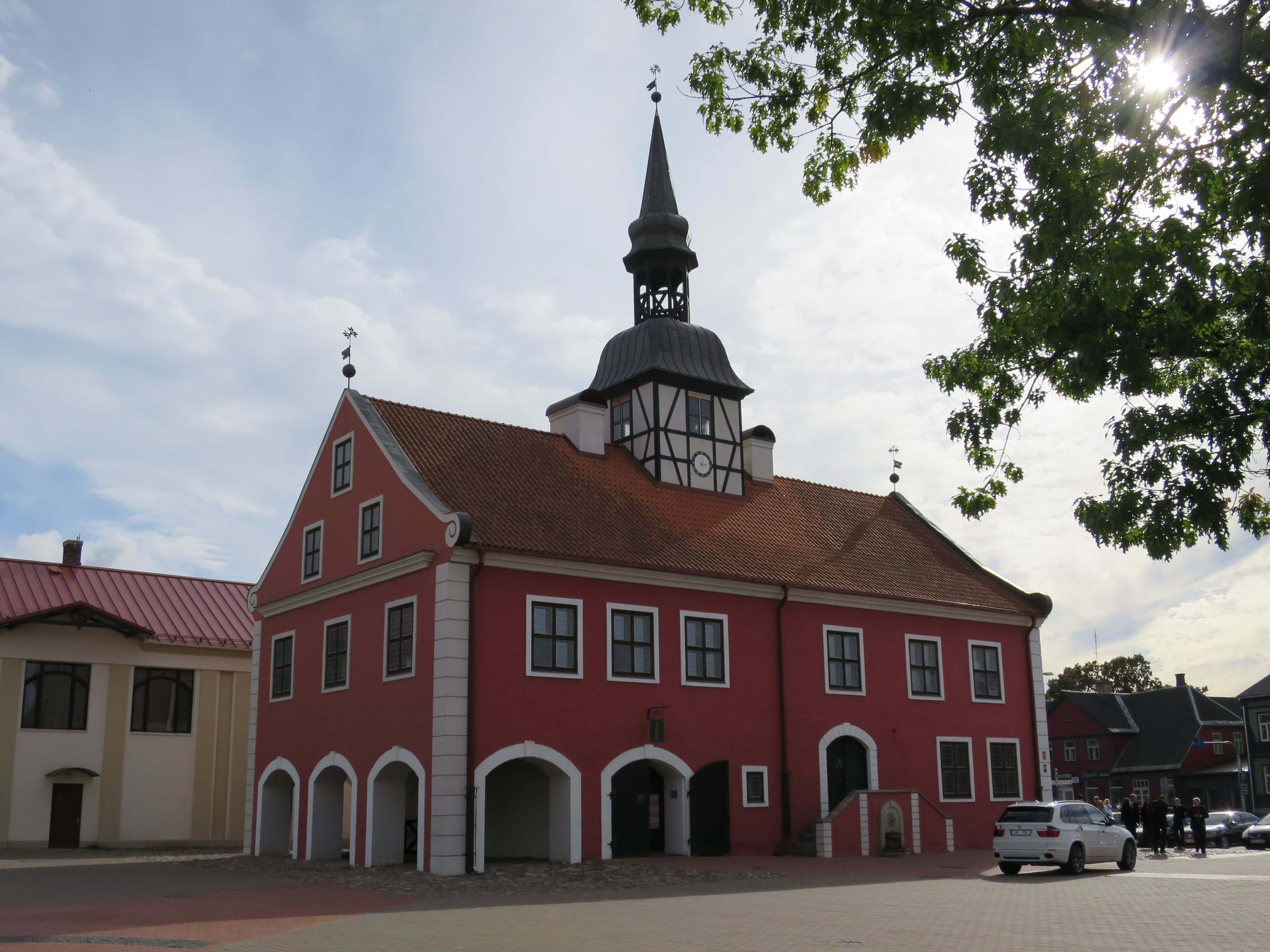
Rathaus von Bauska aus dem 17. Jahrhundert
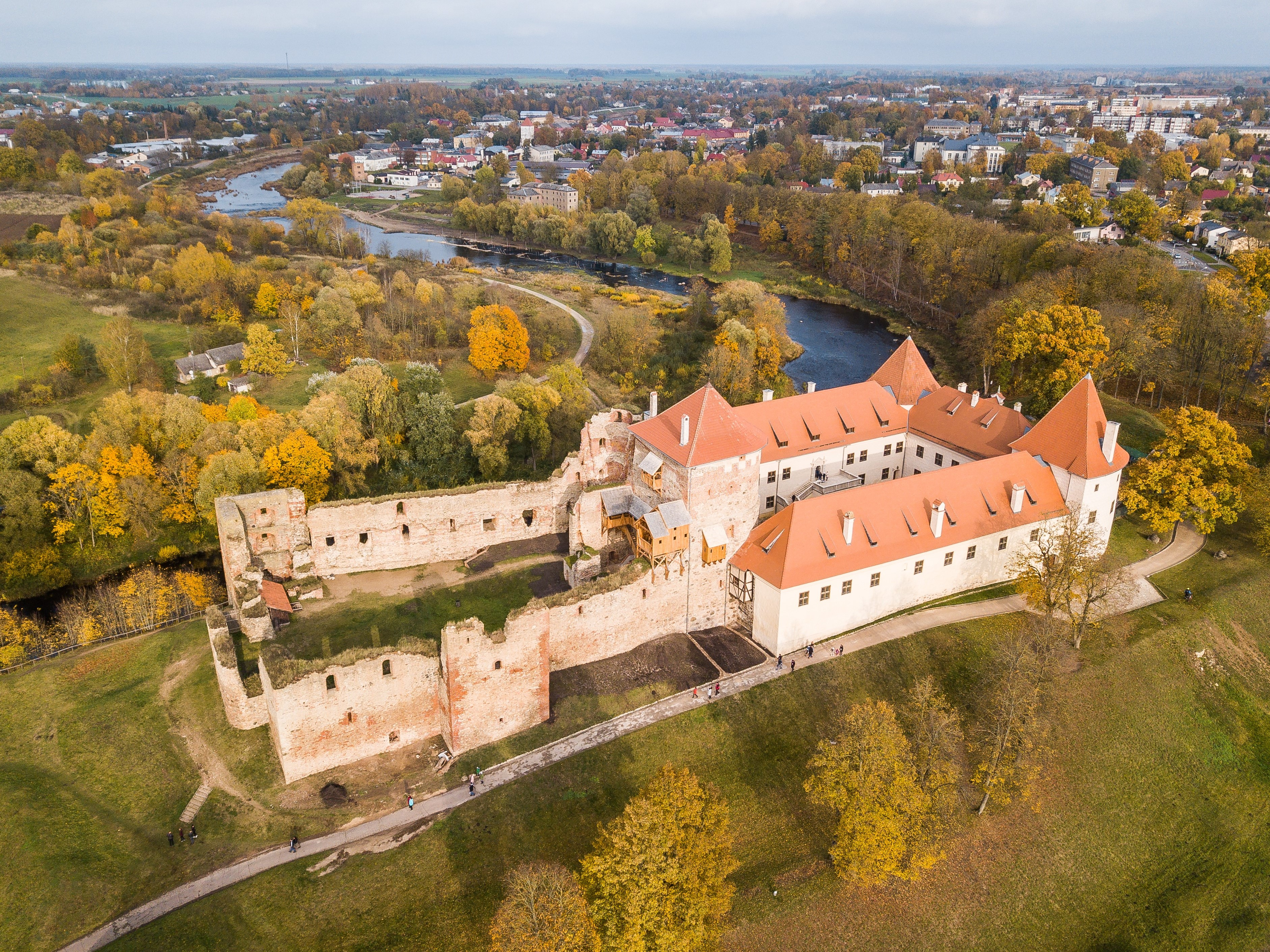
Schloss Bauska
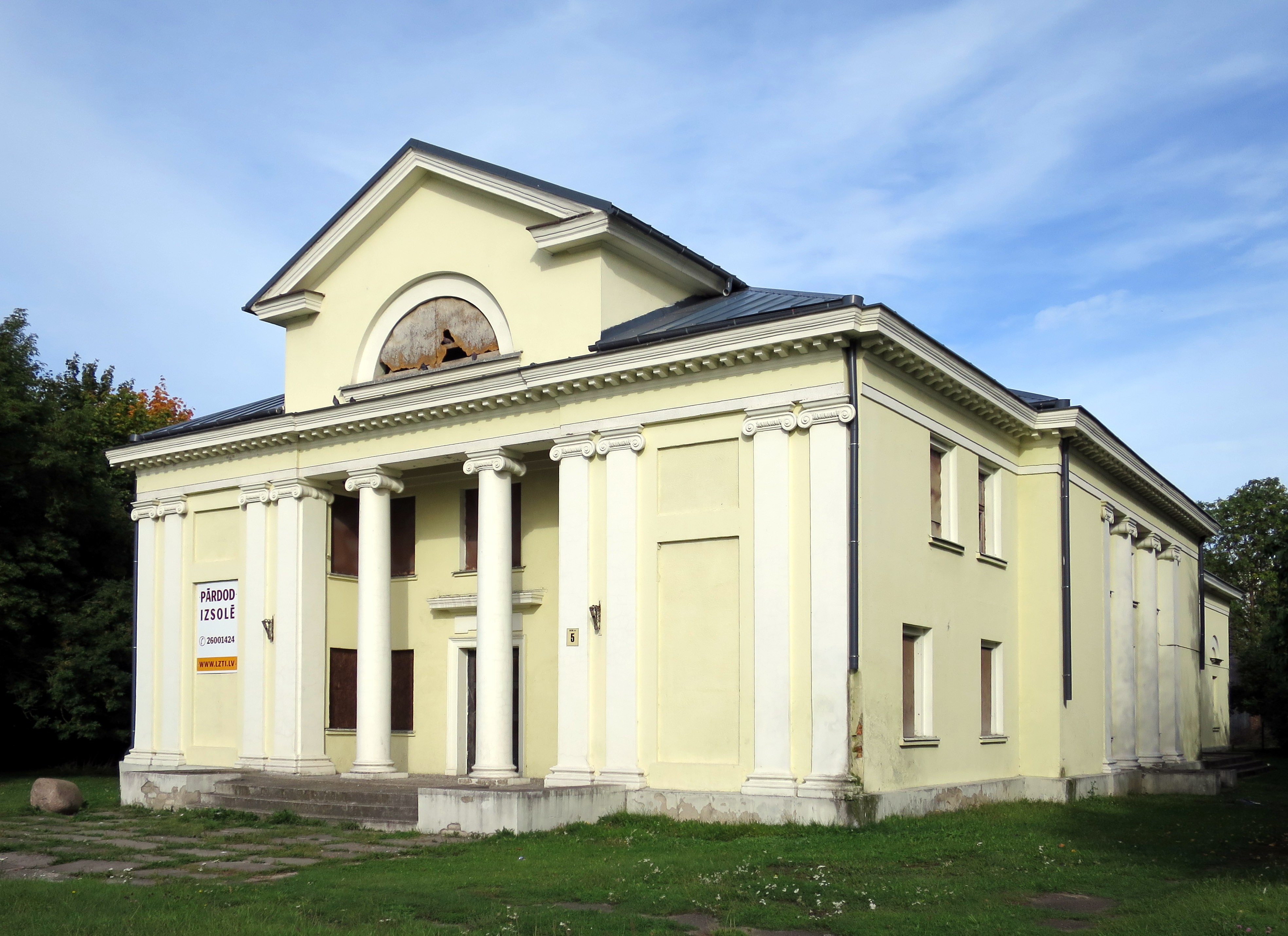
Ehemaliges Kino Uzvara, 1954 im Stil des Sozialistischen Klassizismus errichtet
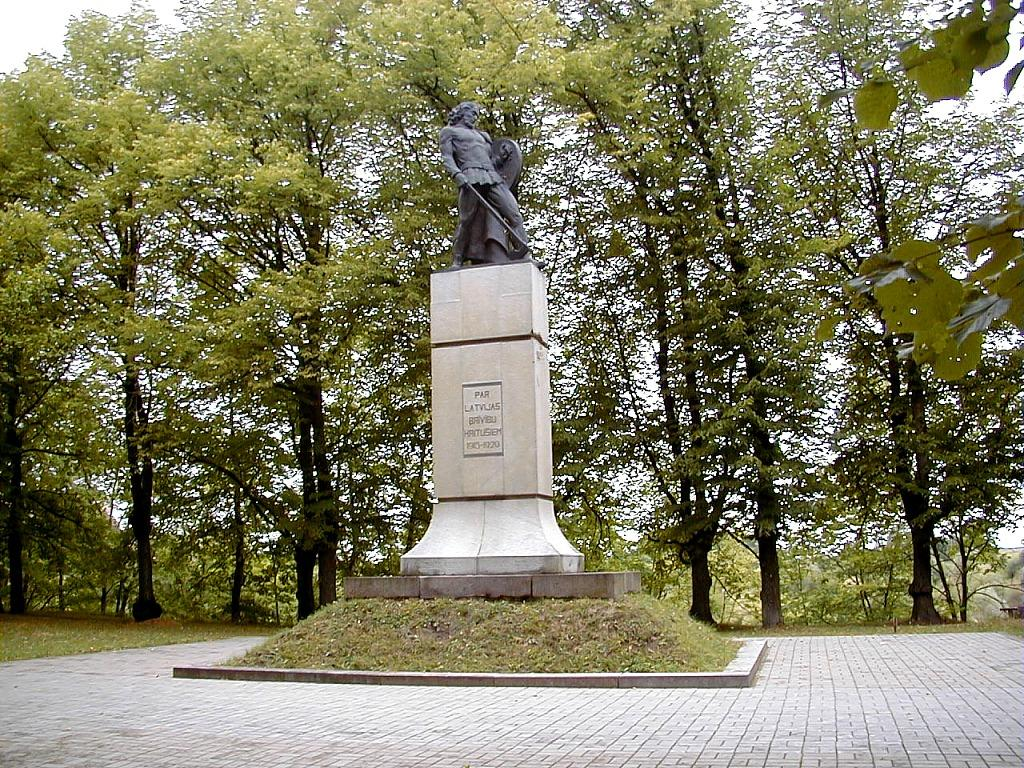
Denkmal für die lettischen Freiheitskämpfer von 1919, errichtet 1928
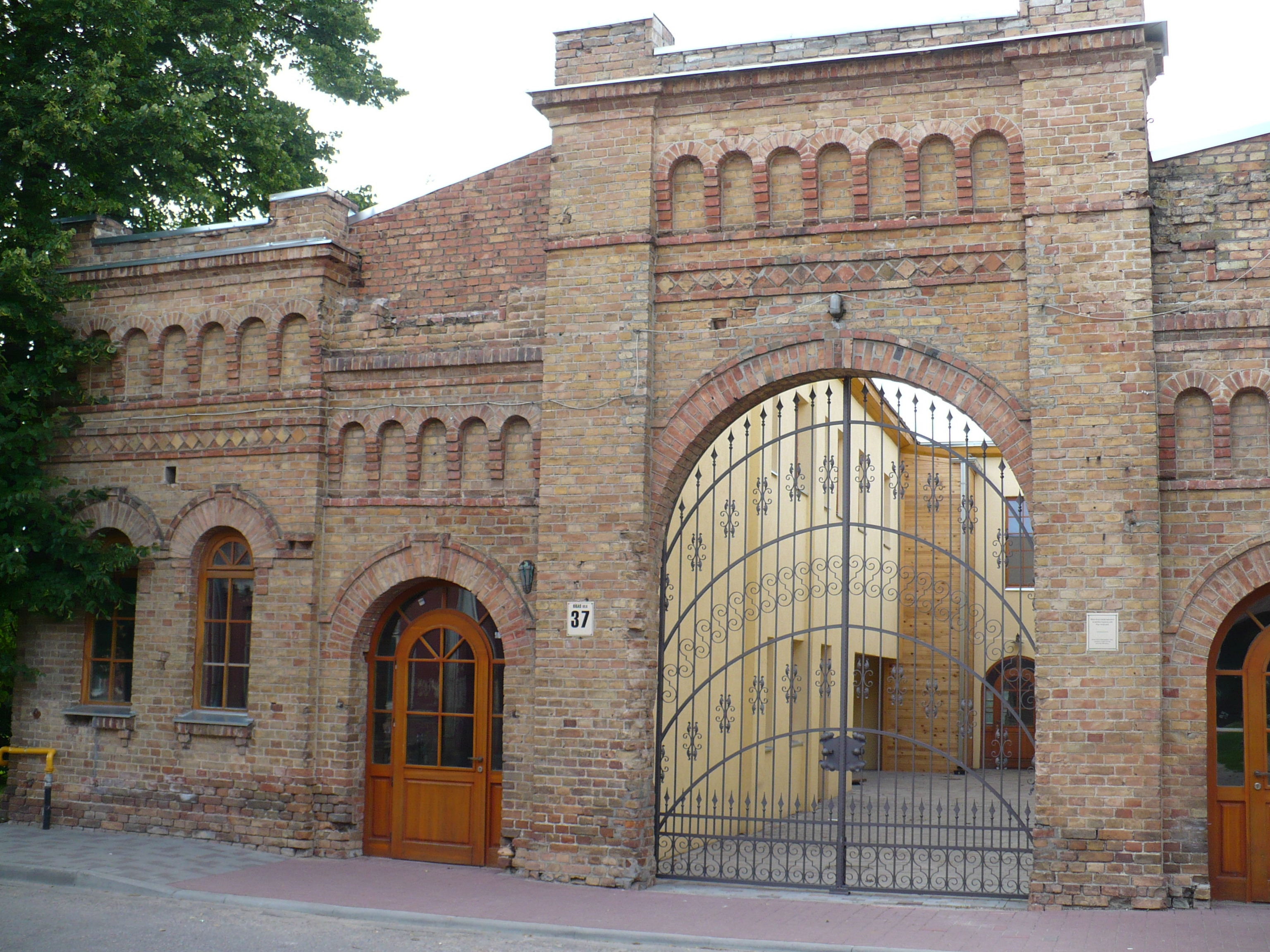
Ehemaliges jüdisches Ritualschlachthaus und Lebensmittelgeschäft
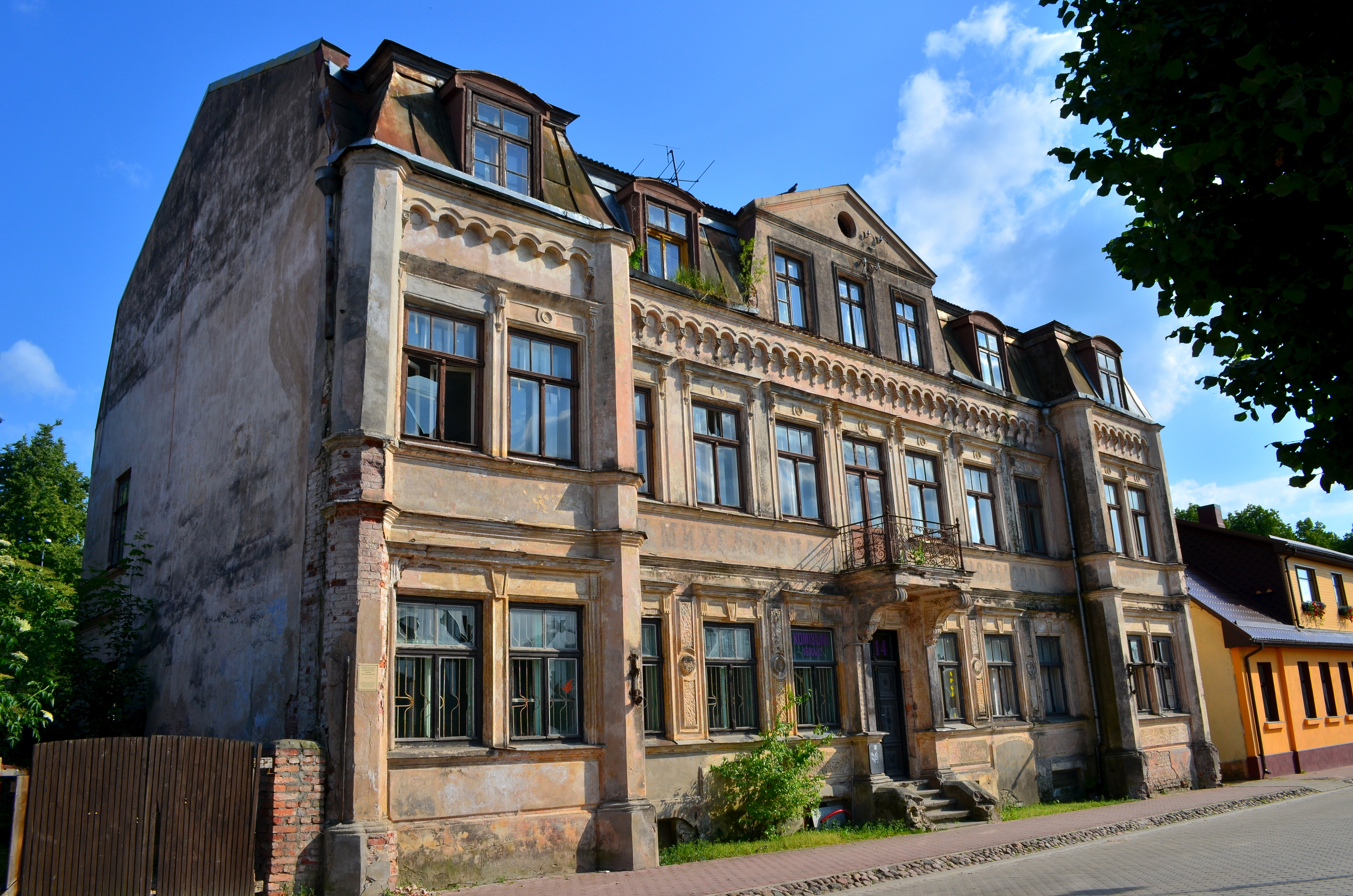
Gebäude aus dem 19. Jahrhundert in der Altstadt
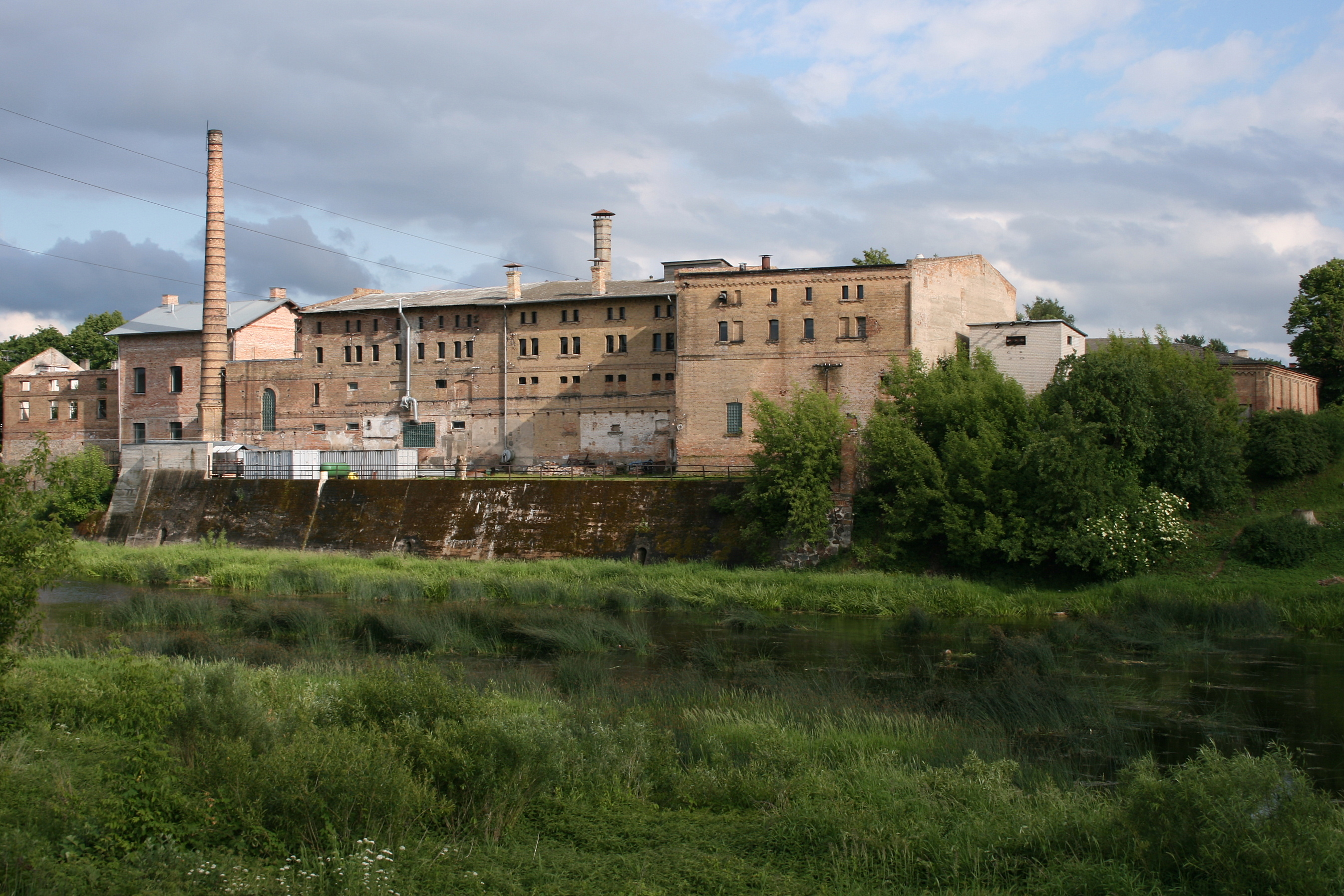
Ehemalige Brauerei Lohding, in Betrieb von 1873 bis 1958

10 Kilometer westlich von Bauska befindet sich das Schloss Rundāle (Schloss Ruhenthal), eine imposante Barockanlage, errichtet 1736–1767 von Bartolomeo Francesco Rastrelli, dem Baumeister der Sankt Petersburger Eremitage.

## Partnerstädte
- Georgien, Chaschuri
- Polen, Rypin
- Schweden, Hedemora
- Tschechien, Náchod
- Litauen, Pakruojis
- Litauen, Radviliškis

## Bauskas novads
2009 schloss sich die Stadt mit acht umliegenden Gemeinden zusammen. 2010 lebten dort 28.028 Einwohner (siehe auch: Verwaltungsgliederung Lettlands).

## Persönlichkeiten

### Söhne und Töchter der Stadt (Auswahl)
- Jakob Wilde (* 1679), Historiker, Reichshistoriograph in Schweden
- Theodor Lohding, Braumeister, gründete 1873 die damals größte Brauerei Südlettlands
- Leonid Arbusow (1882–1951), deutsch-baltischer Historiker und Hochschullehrer
- Daiga Rezevska (* 1974), Juristin
- Artuss Kaimiņš (* 1980), Politiker und Schauspieler
- Dace Lina (* 1981), Leichtathletin
- Irēna Žauna (* 1981), Leichtathletin
- Artūrs Toms Plešs (* 1992), Politiker, Minister für Umweltschutz und Regionalentwicklung

### Mit Bauska verbunden (Auswahl)
- Wilhelm Georg Krüger (1774–1835), seit 1812 Prediger und Pastor in Bauske, wo er auch verstarb
- Bernhard Boettcher (1798–1853), seit 1837 Pastor in Bauske[5]
- Abraham Isaak Kook (1865–1935), von 1895 bis 1904 Rabbiner in Bauska